# Chief
The Chief, a w rzeczywistości dr Niles Caulder – fikcyjna postać występująca w komiksach DC Comics. Jest liderem zespołu superbohaterów Doom Patrol. Postać wystąpiła w serialach telewizyjnych i filmach. Po raz pierwszy pojawił się na ekranie w serialu Titans. Grał go Bruno Bichir. Następnie wystąpił w Doom Patrol. Wcielił się w niego Timothy Dalton.

## O postaci
Dr Niles Caulder to postać z paraplegią oraz wysoką inteligencją. Wykorzystuje swoją wiedzę naukową do opracowywania licznych wynalazków i innowacji, dzięki którym stał się bogaty. Założył i zorganizował zespół o nazwie Doom Patrol, aby chronić niewinnych i walczyć z przestępczością. Jednym z jego celów jest także nauczenie ludzkości przyjmowania innych, wykluczonych i dziwnych, którzy zostali zmienieni na skutek strasznych wypadków. To dzięki jego geniuszowi członkowie zespołu mogli przetrwać. Na przykład zaprojektował ciało Robotmena, czy opracował opatrunki Negative Mana. Pomógł im także przyznać się do swojej inności oraz niezwykłych zdolności.
Caulder już w młodym wieku zainteresował się tworzeniem lepszego życia dla innych. Po tym, jak udowodnił swój geniusz otrzymał fundusze od tajemniczego dobroczyńcy. Dzięki dofinansowaniu udało się mu stworzyć substancję chemiczną, zdolną do przedłużania życia. Ostatecznie dobroczyńcą okazał się człowiek występujący pod pseudonimem General Immortus, który wynajął Cauldera do stworzenia specyfiku, ponieważ ten, który do tej pory przedłużał jego żywot zaczął zawodzić. Gdy młody naukowiec odkrył, kim jest jego pracodawca, odmówił kontynuowania współpracy. W wyniku tego mężczyzna wszczepił urządzenie wybuchowe do górnej części tułowia Nilesa, które mógł zdalnie wysadzić. Ostatecznie Caulderowi udało się usunąć urządzenie, jednak przy tym stracił zdolność chodzenia. Incydent zainspirował naukowca i przypomniał mu, że lepsze życie może brać się z przetrwania tragicznego wydarzenia.
W pierwszych latach istnienia Doom Patrolu, Caulder zachowywał swoją tożsamość dla siebie, ukrywając ją zarówno przed opinią publiczną, jak i przed swoim zespołem. Dopiero w numerze z czerwca 1964 doktor jest zmuszony, aby opowiedzieć drużynie prawdę o sobie.

## Umiejętności
Dr Caulder ma ponadprzeciętną wiedzę i intelekt na poziomie geniusza. Zależnie od serii, posiadał także szereg innych zdolności jak na przykład doskonały słuch, ogromna siła czy prędkość.

## Występowanie
Po raz pierwszy pojawił się w zeszycie My Greatest Adventure # 80 (czerwiec 1963). Został wykreowany przez Arnolda Drake i Bruna Premiani. Jak podaje Drake, Bon Haney, współscenarzysta serii, nie został włączony do projektu dopóki dr Niles Caulder nie został stworzony.
Drake potwierdził w wywiadzie, że inspiracją do stworzenia tej postaci była bohater sir Arthura Conana Doyle’a, Mycroft, starszy brat Sherlocka Holmesa.

### W innych mediach

#### Telewizja

##### Animacje
- Batman: Odważni i bezwzględni w odcinku Ostatni patrol, jako The Chief wraz z innymi członkami Doom Patrolu. Głosu użyczał mu Richard McGonagle.
- DC Nation Shorts w segmencie poświęconym drużynie Doom Patrol. Głosu użyczał mu Jeffrey Combs.
- Liga Młodych w trzecim sezonie. Głosu użyczał mu Scott Menville.

##### Filmy i serialelive-action
- Pojawił się w serialu Titans. Wcielił się w niego Bruno Bichir[7].
- Przewodził zespołowi w serialu Doom Patrol. Wcielił się w niego Timothy Dalton[8].